# John Milne
John Milne (Liverpool, 1850 – Newport, 1913) è stato un geologo britannico.
Docente a Tokyo e successivamente segretario del comitato sismologico britannico, scrisse importanti trattati tra cui Sismologia (1898).
Nel 1892 inventò il sismografo Milne, basato su un pendolo orizzontale.